# キャイ〜ン
キャイ〜ンは、浅井企画に所属する日本のお笑いコンビ。

## メンバー
- 天野 ひろゆき（あまの ひろゆき、1970年3月24日 - ）（55歳）

ツッコミ担当、立ち位置は向かって右。
- ウド 鈴木（ウド すずき、1970年1月19日 - ）（55歳）

ボケ担当、立ち位置は向かって左。

## 来歴・人物
2人共お笑い芸人として浅井企画に所属。同い年だが、ウドの方が1年先に事務所へ入っている。当初はそれぞれ別々のコンビを組んでいたが、解散を経て山中伊知郎の助言により1991年に現在のコンビを結成。捉えどころの無いウドのボケとそれを転がす天野のコンビネーションによってキャイ〜ン独自の笑いのスタイルを作り上げ、『とんねるずの生でダラダラいかせて!!』（日本テレビ系）の若手新人芸人ネタを披露するコンテストコーナーと、その後に行われた大喜利コーナーにて人気・知名度が急上昇した。登場する時に行う「キャイ〜ンポーズ」も当番組で一般によく知られるようになり、現在は数々のバラエティ番組へ出演中。

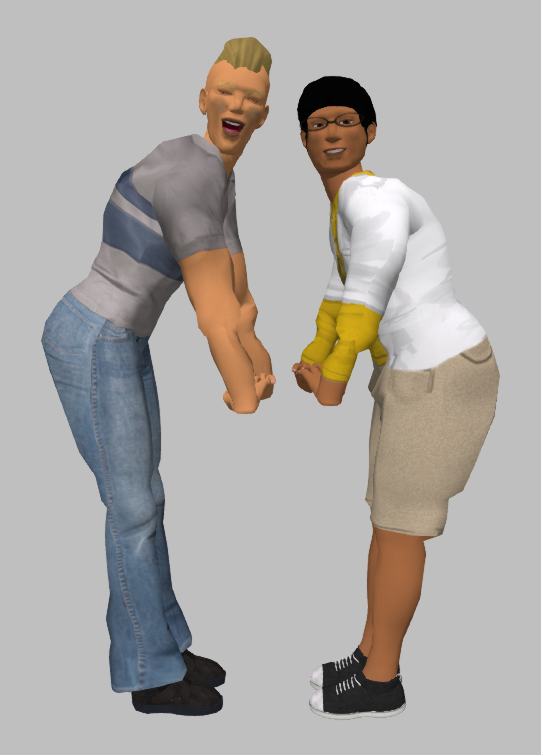
キャイ〜ンポーズ

コンビにおける同期（これは天野のデビューと一致する）は、ナインティナインや宮川大輔といったNSC大阪校9期やよゐこ、日村勇紀（バナナマン）など。しかしウドは天野の1年先輩であり、同期は千原兄弟、FUJIWARA、なだぎ武などのNSC大阪校8期や堀内健・原田泰造（ネプチューン）があたる。しかしネタ作りなどを天野に任せていたり、天野に対し『天野くん』と溺愛する仕草をしたりするため天野含め芸人はウドと同期として接している。ウド曰く漢字表記の『天野君』では硬くなりすぎるため『天野くん』と、「くん」は平仮名表記が適している。
先述の通りネタは天野が全て書いており、天野曰く「ウドならこう言う」とイメージしながら作っている。結成当時は時事ネタの爆笑問題と、ボケの玉袋筋太郎によるバカキャラが売りの浅草キッドが最も勢いのある漫才師とされ、天野はその中間を狙って難しい時事ネタをウドというバカキャラを通して解りやすく伝えるのを根底にネタを書くとのこと。またウドはネタの覚えが悪いため、ネタ中のフリのほとんどは天野が行っている。
例えるなら漫才ブームで見られた「ボケが主導で、それにツッコミが一言ツッコミを入れる」と同様に「ツッコミが主導で、ボケが一言ボケてからツッコミがツッコむ」スタイルであるといえる。
コンビ名は漫画『マカロニほうれん荘』に登場するキャラクターのセリフからとったもので、天野が命名。「〜」の部分だけはウドが考えた。その時のコンビ名候補としてウドは「ヒトエーズ（2人とも目が一重だから）」を推していた。
初舞台は「チャネリングファック1号2号」という適当につけたコンビ名を名乗りギャグを多用した漫才を演じていたが、この名前ではテレビには出られないことに気付いてコンビ名を改めた。
ウドの天野に対する溺愛ぶりが有名で、「お笑い界一仲の良いコンビ」と称される。同じく仲良しのコンビとして知られる三村マサカズ（さまぁ〜ず）からも「デビューからこれだけ変わらないコンビも珍しい」と言われるほど仲が良い（詳細はウド鈴木を参照）。
デビューしたての頃にビートたけしのお笑いウルトラクイズで共演したことがきっかけで出川哲朗と親しくなり今でも「隊長」と呼び、自分たちのことを「出川ファミリー」と称するほど慕っている。
明石家さんまのことを「師匠」と呼び慕っている。関根勤主催のライブ「カンコンキンシアター」に出演した際には毎年さんまがダメ出しに来ており、そのダメ出しを2人していつも楽しみにしているという。
ブレイクした時期が近いナインティナインやよゐことも仲が良い。
事務所こそ違うものの『ウンナン世界征服宣言』で初共演して以来、ウッチャンナンチャンは師匠的な存在とされ共に慕っている。内村光良を「師匠」、南原清隆を「兄貴」（主に天野）と呼ぶことも多い。さんまや笑福亭鶴瓶などを師匠と呼ぶことは多いが、兄貴と呼ぶのは南原だけである。
『香取慎吾の特上!天声慎吾』で共演した香取慎吾の電話番号を知る、数少ない人物。（香取は原則、先輩後輩に関わらず、役者やスタッフにも電話番号を教えない為）
「キャイ〜ン」の言い方だが、初期はキャイ〜ンポーズをする瞬間に言っていた。しかし2000年代に入ってから「キャ」と「イ〜ン」のあいだに間を置くようになり、「イ〜ン」を言いながらキャイ〜ンポーズをするようになった。現在では（ライブビデオやDVDに収録されているものでは）「キャッイ〜ン」となっている。
2002年10月5日の番組開始当初から出演し続けた『もしもツアーズ』が2022年9月24日の放送分を以って番組が終了。約20年間も続いた番組で唯一初回から最終回まで全て出演し続けた。

コンビでは上記の「もしもツアーズ」、ピンではウドが「ウドちゃんの旅してゴメン」、天野が「プレミアの巣窟」「うまいッ!」、ラジオでは「キャイ～ンの家電ソムリエ」など、コンビでもピンでも両方とも放送期間10年を越えるメイン番組を持ったことのある稀有なコンビである。

## 出演
単独での出演歴については「天野ひろゆき#出演」「ウド鈴木#出演」を参照

### 現在出演中の番組

#### ラジオ
- キャイ～ンのWANIWANIさせて（山梨放送）

#### ネット配信
- 7.2 新しい別の窓（2018年 - AbemaTV・AbemaSPECIAL2、AbemaSPECIAL） - 準レギュラー
- キャイ～ンのティアチャンネル（YouTube、2020年6月18日 - ）

### 過去に出演していた番組

#### テレビ
レギュラー・準レギュラー
- 新しい波（フジテレビ系、1993年2月12日・3月19日）
- ビートたけしのつくり方（フジテレビ系）
- M10（テレビ朝日系）
- BSヤングナイト・真夜中の王国（NHK総合、1994年7月6日）（渋谷発!お笑い宇宙計画第2部）
- 笑いがいちばん（NHK総合、1994年7月17日・9月5日・10月30日・12月24日）
- お笑いダンクシュート（NHK総合、1994年12月24日）
- 三行広告探偵社（日本テレビ）
- ウンナン世界征服宣言（日本テレビ）
- タモリのSUPERボキャブラ天国（フジテレビ系） ボキャブラ発表会ザ・ヒットパレード、キャッチコピーは「天然ボケマシーン」
- 名門パープリン大学日本校（テレビ東京、1993年10月 - 12月）
- 進め!電波少年（コーナーレギュラー）（日本テレビ系、1994年 - 1996年）
- 小園総研（中京テレビ、1995年4月 - 1996年3月）
- ひらけ!GOMA王国（関西テレビ）1995年10月 - 1996年3月）
- めざせ!総・楽・天（中京テレビ、1996年10月 - 1997年9月）
- 天才てれびくん（NHK教育、1996年4月 - 1998年3月）
- これがキャイ〜ンだ!?（フジテレビ系、1997年10月 - 1998年9月）
  - これがキャイ〜ンだろ!?（フジテレビ、1998年10月13日（12日深夜） - 2000年3月21日）
- アイドルハイスクール 芸能女学館（フジテレビ系、1998年4月 - 9月） - 司会
- 香取慎吾の特上!天声慎吾（日本テレビ系、1997年4月 - 2008年9月）
- 森田一義アワー 笑っていいとも!（フジテレビ系、1994年4月 - 1995年9月（月→水曜日）、 1998年10月 - 1999年9月（木曜日））
  - 笑っていいとも!増刊号（フジテレビ系、1994年4月 - 1999年9月）
- キャイ〜ンのギャロンパ（中京テレビ、1997年10月 - 2000年9月）
- ウッチャンウリウリ!ナンチャンナリナリ!! → ウッチャンナンチャンのウリナリ!!（日本テレビ系、1995年5月 - 1996年3月 → 1996年4月 - 2002年3月）
- クイズ!歌うぞ音楽王（フジテレビ、1996年4月 - 9月） - 準レギュラー
- キャイ～ン・寛平の女神のハート（TBS、1999年4月1日 - 9月30日）
  - キャイ～ン・寛平の女神の真相（TBS、1999年10月7日 - 2000年3月30日）
  - キャイ～ン・寛平の女神の誘惑（TBS、2000年4月 - 9月）
  - ぜったい!キャイ〜ン（TBS、2000年10月-2001年9月）
  - キャイ〜ン式（TBS、2001年10月 - 2002年3月）
- 100%キャイ〜ン!（フジテレビ系、2000年4月 - 2002年3月）
- MUSIX!（テレビ東京系、 2000年12月 - 2003年3月） - MC
- メンズ・キャイ〜ン（テレビ朝日系、2002年4月 - 9月）
- ザ・レターズ〜家族の愛にありがとう（フジテレビ系、2002年5月 - 9月）
- もしもツアーズ（フジテレビ、2002年10月5日 - 2022年9月24日）
- 恋のバカヤロー!（TBS系、2002年10月23日 - 2003年9月3日）
- ものしり一夜づけ（NHK総合、2003年4月 - 2004年3月）
- 万博キャイ〜ン!（東海テレビ、2003年 - 2005年）
  - 万博キャイ〜ン!〜愛・地球博開幕10周年メモリアル〜（東海テレビ、2015年3月16日 - 27日）
- ミラクルC（テレビ東京系、2003年10月 - 2006年3月）
- LIVE BANG!（テレビ東京系、2005年10月 - 2006年3月） - MC
- いまあま → 映画情報 シネマガ（日本テレビ、2005年10月 - 2011年4月） - ナビゲーター
- リンカーン （TBS系、2005年10月 - 2013年9月）
- キャくれ家（朝日放送、2009年10月 - 2011年3月） - MC
  - キャくらん（朝日放送、2009年10月 - 2011年3月） - MC
- 名品モノづくり探訪（2022年11月11日 - 2023年6月、BSJapanext） - MC

特番
現在
- 山形・福島・新潟 ウドちゃんが行く 驚き!発見!ラーメン探訪（新潟放送、2016年6月22日 - ） - ウド:メインキャスト 天野:ナレーター
- 新潟ふるさとCM大賞（新潟テレビ21、2022年1月2日 - ） - MC
- ながさき・シン旅行（長崎文化放送、2022年9月23日 - ） - ウド:ウド商事 社長 天野:部長

過去
- ビートたけしのお笑いウルトラクイズ（日本テレビ、1993年4月10日 - 1996年4月6日）
- 笑っていいとも!特大号（フジテレビ、1994年12月26日 - 1998年12月23日）
  - 笑っていいとも! グランドフィナーレ 感謝の超特大号（フジテレビ、 2014年3月31日）
- ウッチャンナンチャンのウドにもわかる世紀末（日本テレビ、1995年2月25日）
- オールスター感謝祭（TBS、1996年3月30日 - 2015年10月3日）
- ぐるナイ特別編 ナイナイ&キャイ〜ンの西遊記スペシャル（日本テレビ、1998年4月3日）
- 強力!木スペ120分「天国か地獄か!?不幸家族対抗!はじめてのしあわせ海外旅行」（フジテレビ、1998年6月11日・18日）
- 初詣!爆笑ヒットパレード（フジテレビ、1999年1月1日 - 2008年1月1日）- 司会（99年のみ）
- 草なぎ・キャイ〜ン・ココリコの'99美人女子アナ大宴会（フジテレビ、1999年1月3日） - 司会
- ナイナイ&キャイ〜ンのトーク番組（日本テレビ、1999年9月28日 - 2001年9月26日）- MC
- FNS番組対抗!春秋の祭典スペシャル（フジテレビ、1999年9月29日・2000年4月5日）
- さんま&SMAP!美女と野獣のクリスマススペシャル（日本テレビ、1999年12月25日・2009年12月13日・2012年12月23日）
- 関根・キャイ〜ンの!温泉だよ!大乱れSP（TBS、1999年12月29日）- MC
- キャイ〜ン旅行社（TBS、2000年1月2日 - 12月29日）- MC
- 美人女子アナ大集合!祝2000年大パーティー（フジテレビ、2000年1月3日） - 司会
  - 新春女子アナここまでやりますスペシャル（フジテレビ、2001年1月3日） - 司会
- 火・曜・特・番!!「アダルトvs超女子高生100人!! これが年の差なんてだろ!?バトルスペシャル」（フジテレビ、2000年2月22日） - 司会
- キャイ〜ンの30歳いい男ランキング 好感度UP‘大作戦（テレビ朝日、2000年10月7日）- MC
- キャイ〜ン&ユースケ嵐の芸能界おともだちGET!携帯メモリー大爆発SP（TBS、2000年10月10日）- MC
  - キャイ〜ン&ユースケ炎の恋愛バトル（TBS、2001年4月6日 - 2002年3月29日）- MC
- 奪われたキャイ〜ンスペシャル 東京縦断大追跡（テレビ朝日、2001年1月4日）- MC
- 木曜深夜館「キャイ〜ンライブ“甥”」（フジテレビ、2001年4月13日）
- キャイ～ンのとんでもファイト!9番勝負!（朝日放送、2001年12月23日） - 司会
- 第52回NHK紅白歌合戦（NHK総合・ラジオ第1 、2001年12月31日） - 応援ゲスト
- 芸能人か!?視聴者か!?クイズ ぜ～んぶ2択で最後まで!!（テレビ朝日、2002年12月22日） - 司会
- キャイ～ンの性格直すゾ～!? 奥の手スペシャル（テレビ朝日、2003年1月4日） - 司会
- プレミアム・キャイ～ン ウドが大女優とマジデートSP!（テレビ朝日、2003年4月4日） - 司会
- キャイ～ンの芸能界救済!結婚仲介所SP!!（テレビ朝日、2003年9月20日） - 司会
- キャイ〜ンのパーティーへようこそ（テレビ朝日、2003年12月31日）- MC
- あっぱれ開運祭!!（日本テレビ、2004年1月1日・2005年1月1日）
- キャイ〜ンの韓国でスターになるぞ!奥の手スペシャル（テレビ朝日、2004年1月3日）- MC
- ニューカマーズ （フジテレビ）
  - 真夜中のチャイム 天才への特効薬（2004年2月15日） - 司会
  - 脳みそパンチアウト!クイズボウリング（2004年11月10日） - ウド:ピン 天野:司会
- キャイ〜ンの香港まるごと高・定・低スペシャル! （テレビ東京、2004年5月3日）- MC
- アテネへの疾走（日本テレビ、2004年7月31日） - インタビュアー
- 内村&キャイ〜ンのめざせ140億円!年末ジャンボ埋蔵金SP（テレビ東京、2004年12月31日）- MC
- 全国究極の温泉探し!できるかよ!秘湯編スペシャル!（テレビ朝日、2005年1月3日） - 司会
- 史上空前!! 笑いの祭典 ザ・ドリームマッチ（TBS、2005年1月4日 - 2009年1月3日）
- “愛・地球博”がやってくる ここでナットク “万博のココロ”（NHK総合、2005年2月26日） 
  - お昼ですよ!愛・地球博 “地球の愛しかた”大集合! 瀬戸会場（NHK総合、2005年5月20日）
- 24時間テレビ 愛は地球を救う28（日本テレビ、2005年8月27日・28日） - チャリティーサポーター
- キャイ〜ンの万博総決算!!（フジテレビ、2005年12月16日） - 司会
- 大笑点 ニッポンを元気に! （日本テレビ、2006年1月1日）
  - ありがとうニッポン!大笑点二00七（日本テレビ、2007年1月1日）-  「大ウン動会」司会（後半のみ）
- 新春 鶴瓶大新年会（フジテレビ、2006年1月1日 - 2011年1月1日・2017年1月1日・2018年1月1日）
- 人気芸人100人大集合お笑い国盗りクイズ!!芸能界誰についてく?仁義なき派閥抗争特大スペシャル!（TBS、2006年1月3日・4月28日）
- 決定!全国47都道府県超ランキングバトル!!出身県で性格診断!?ニッポン県民性発表SP（TBS、2006年1月5日 - 2008年4月7日） - ウド:山形代表 天野:愛知代表
- ドスペ! 「仰天!格差社会ニッポン!」（テレビ朝日、2006年9月9日） - 司会
- キャイ〜ンの三ツ星! パーティー（テレビ東京、2006年10月22日 - 2008年6月7日） - MC
- 欽ちゃん&香取慎吾の第78回全日本仮装大賞（日本テレビ、2007年4月22日） - 審査員
- 日本のビックリ新発見!頭が良くなるヘンな地図（テレビ東京、2008年12月5日） - ウド:ゲスト 天野:司会
- 客観偏差値バトル09 芸能人は己を客観視出来るのか!?新春SP（TBS、2009年1月2日） - 芸能人判定員
- キミハ・ブレイク 「他局じゃ絶対見られない!動物プレミア映像50」（TBS、2009年2月10日） - 司会
- ミ社ラン（TBS、2009年3月7日 - 2019年9月23日）- 解説委員
- ベストオブごはんの友 （山陽放送、2009年6月14日 - 2011年6月12日）- MC
- キャイ〜ンの日本列島元気に出会う旅（フジテレビ、2009年9月13日）
- 素晴らしきかな自転車 メタボ脱出!ダイエット大作戦（日本テレビ、2010年2月6日） - 司会
- 話題のシーンを再現 ミラクル実験SHOW（テレビ静岡、2010年5月23日） - ミラクル研究員
- 高校生パワーが地域を変える! ～夢の新食ブランド～（NHK総合、2010年12月23日） - 司会
- タイムスリップアドベンチャー 時空へGO!（テレビ朝日、2011年1月30日） - 司会
- なりたい!知りたい!人気お仕事ランキング（テレビ東京、2011年6月13日 - 2013年7月28日） - 司会
- 世界はツナガリー!!（TBS、2011年9月29日） - 教授
- ニッポンを食べよう!食魂JAPAN（日本テレビ、2011年11月26日） - 司会
- 月曜プレミア! 「みんながハマったダイエット大年表 ～あのブームの主役は今～」（テレビ東京、2012年2月20日） - 司会
- カスペ!（フジテレビ）
  - 第2回 芸能人私生活のセンス 完全抜き打ち一斉調査（2012年3月6日） - ウド:ゲスト 天野:MC
  - やっぱりタダが好き!（2014年7月15日） - ウド:ゲスト 天野:MC
- ゴールデンブレイク「医者の目を盗んで食べたい料理」（フジテレビ、2012年5月25日） - 司会
- キャイ〜ンVSケンコバ 天下分け麺バトル うどん県への挑戦状（山陽放送、2012年6月10日）- MC
  - 特命!うどん県JAPAN ブラジルの奇跡!?（山陽放送、2014年6月8日）- MC
- メ〜テレ50周年特別番組 子どもが憧れの有名人に本気インタビュー!（メ〜テレ、2012年9月30日） - MC
- 潜在能力開発バラエティー ウワサくんとカガクちゃん（NHK総合、2013年1月3日） - MC
- プラチナ映像アワード（TBS、2013年1月4日 - 2015年1月11日）
- KEIRIN LIVE〜夢見マクリ!S級新聞社（BS日テレ、2013年4月28日 - 2015年3月22日） - 司会
- ローカルヒーロー大集合!!厳選☆ご当地マップ（テレビ静岡、2013年5月19日） - MC
- 欽ちゃんの全国びっくり王!（NHK BSプレミアム、2013年9月28日 - 12月7日）
- CATVネットワーク ～すばらしき私の街～（NHK BSプレミアム、2013年10月26日・2014年1月19日） - 司会
- FNSソフト工場「〜ニッポンの技術力で救え!?〜 悩めるボクだけのヒミツ道具」（さくらんぼテレビ、2013年11月11日）- MC
- なわとびかっとび王決定戦（NHK Eテレ、2013年12月30日 - 2016年11月23日） - 司会
- ドリーム東西ネタ合戦（TBS、2014年1月1日 - 2019年5月1日） - 東軍 キャプテン
- とことん値切りにこだわる通販エンタ! 通販ライフ ネギリ屋（TBS、2014年2月12日・24日） - MC
- クイズ!?正解は出さないで（日本テレビ、2014年5月10日 - 2015年3月28日） - 生徒
- 東北Zスペシャル 抱腹絶倒‼キャイ〜ンのいますぐやらなキャ委〜員会（NHK仙台放送局、2014年9月12日）
- エニシバナシ（フジテレビ、2014年9月29日・2015年1月11日）
- リンカーン芸人大運動会（TBS、2014年10月8日 - 2019年10月16日）
- キャイ〜ン×よゐこのそうだ、魚屋さんへ行こう!（静岡放送、2015年9月6日）- MC
- ENGEIグランドスラム（フジテレビ、2015年9月26日 - 2017年5月6日）
- サンバリュ 「※諸説あります!」 （日本テレビ、2015年11月8日） - MC
- FNS北陸3局共同制作番組 キャイ〜ンの北陸シリーズ（石川テレビ、富山テレビ、福井テレビ、2015年11月15日 - 2017年2月25日）- MC
- THE MANZAI マスターズ（フジテレビ、2015年12月20日 - 2017年12月17日）
- 日曜ファミリア「世界のスゴい動物園&水族館ベスト20」（フジテレビ、2016年2月28日） - MC
- Road to 紅白 スペシャル （NHK総合、2016年12月29日） - 司会
- ESPRIT JAPON presents阿蘇!夢の丼ぶりプロジェクト!（BSフジ、2017年3月7日） - チームリーダー
- スマイルこれダネッ! キャイ～ン&どぶろっくと行く 新潟・長野天然ツアー（新潟総合テレビ・長野放送、2017年10月27日）
- コレマジ!?さぬきうどん伝説 おかわり!（NHK BSプレミアム、2017年12月21日 - 2018年6月14日）- MC
- 北斗35周年記念アニメ『蒼天の拳REGENESIS』放送直前特番 〜北斗の文句はオレに言え!〜（TOKYO MX、2018年4月3日） - MC
- 東軍vs西軍 天下分け麺バトル!うどん戦国時代2018夏の陣（RSK山陽放送、2018年6月10日） - 東軍リーダー
- キャイ〜ン天野のおかず放浪記withウド（テレビ愛知、2018年7月16日・2019年2月11日）
- 巨大船に乗せてもらいました（テレビ東京、2018年10月5日 - 2020年6月21日・2023年3月7日・2025年8月9日） - MC
- キキコミ☆街中ビンゴ（東海テレビ、2018年12月24日・2019年3月30日） - チームリーダー
- ヌキウチ サラリーマン一斉 我が社テスト（BS朝日、2019年1月4日） - MC
- キングダムを熱く語る（日本テレビ、2019年4月6日・20日）
- アピタ・ピアゴ presents キャイ～ン&おかずクラブの中部地方を食べつくす!鉄板焼グルメ祭（2019年6月16日、中京テレビ）
- 美歯Navi（TOKYO MX、2019年10月27日 - 2020年8月1日） - MC
- にっぽん名品図鑑 モノ作りに挑む!職人たちの究極のワザ（BSテレ東、2020年9月17日・2021年4月29日） - MC
- ～想いを届ける～ クリスマスサプライズ!2020（BSテレ東、2020年12月24日） - MC
- クイズ!カムカムエヴリバディ ～ラジオと英語と日本人～ （NHK大阪放送局、2021年12月3日） - ウド:クイズ出題者 天野:解答者
- すんごい人が作ったすんごいモノ!（BSJapanext、2022年7月18日） - MC
- キャイ～ンの社食いただきます!（テレビ愛知、2022年8月30日 - 2023年12月28日）
- もしもツアーズ （フジテレビ、2022年12月28日・2023年7月30日）
- ディノス特番「関根家&キャイ～ンのお隣さん!お悩み解決グッズ持ってきて!」（フジテレビ、2023年4月22日・9月9日） - MC
- ズムサタ特別番組 日テレ系全国ご当地おとりよせNo.1決定戦O-1グルメ大賞 （日本テレビ、2024年1月20日） - ウド:ゲスト 天野:MC
- せとせん日和♪（グリーンシティケーブルテレビ、2024年3月16日 - 22日）
- キャイ〜ン&神奈月の笑い渦巻く! TOKUSHIMA 推しメン遍路（四国放送、2024年11月29日）
- 特上!天声慎吾（日本テレビ、2025年5月25日）

#### クイズ番組
- ネプリーグ (フジテレビ)

1. 2008年1月3日 浅井企画チーム
2. 2009年4月6日 中堅芸人チーム
3. 2013年4月29日 芸人チーム

#### ラジオ
- コサキン快傑アドレナリン（TBSラジオ、1991年 - 1994年） ※「キャイ〜ンのパニックインゲームファンタジア」担当
- キャイ〜ン編集部・なぁ〜んですかぁ〜? → ヤンマガ伝説キャイ〜ンDAあ゛〜ん（TBSラジオ、1995年10月 - 2003年3月）
- キャイ〜ンのクダラン♪ → キャイ〜ンのタマラン♪ → キャイ〜ンのガクラン♪（文化放送、2009年4月-2018年3月）
- キャイ〜ンのおのれっ、この・・・傾奇者がぁ〜!!（TBSラジオ、2012年3月 - 2014年3月）
  - キャイ〜ンの、今宵も最高潮 大儀であった!（TBSラジオ、2014年4月 - 12月）
- キャイ〜ンの家電ソムリエ（九州朝日放送 ほか、2009年4月 - 2023年3月）

### ドラマ
- ROOKIES（TBS系、2008年） - 掛布光秀 役※天野（ウドはエキストラ出演）
- こちら葛飾区亀有公園前派出所（TBS系、2009年） - 機動隊員 役
- アノニマス〜警視庁“指殺人”対策室〜 第1話（テレビ東京系、2021年） - 磯山健司（天野） / ウド鈴木（ウド） 役　※友情出演[3]、ウドは本人役[4]

### アニメ
※声優として出演。
- ドクタースランプ
  - Xマスだよ!ドクタースランプ キャイ〜ン声優初挑戦SP!! んちゃ砲でニコチャン星を救えっ（1998年12月23日）
- 魔人探偵脳噛ネウロ（日本テレビ系、2007年）第3話 - 堂々ワタル 役【天野】、満腹太郎 役【ウド】

## 雑誌
- こちらもしもツアーズ（TVぴあ）
  - もしツアまんが?道場!!
  - もしツアについて僕らが語ろうか
  - キャイ〜ンライブに出張

※フジテレビ系列の番組を題材にしたコラムシリーズ。過去には「100%に賭けるキャイ〜ンの戦記」「ザ・レターズ〜みんなの愛にありがとう」を連載。番組自体は続くが、2007年5月に連載は終了。

## 映画
- トカレフ（1994年、ヘラルド・エース） - テレビの中に映る芸人 役
- ナトゥ 踊る!ニンジャ伝説（2000年、日本ヘラルド映画） - ザキール・シン 役【天野】 ※インド映画、主演は南原清隆（南々見狂也名義）
- マネーざんす（2001年）【天野】※6作品で構成されたオムニバス映画。その一篇『B5』を監督（監督デビュー）
- ナースのお仕事 ザ・ムービー（2002年、東宝） - 猿渡剛（犯人） 役【ウド】
- ござれまじ（2003年）※【天野】監督
- CAGE（2004年）※天野が監督、ウド鈴木は出演。ゆうばり国際ファンタスティック映画祭入選。2010年に同映画祭でリバイバル上映
- Dr.ピノコの森の冒険（2005年、東宝） - ドラゴン 役【ウド】、クマ 役【天野】※声優として。『ブラック・ジャック　ふたりの黒い医者』の同時上映作品
- ピーナッツ（2006年、コムストック） - スポーツ店の客 役【ウド】
- PET BOX『一億の猫』（2006年、スローラーナー） ※6作品で構成されたオムニバス映画「PETBOX ペットボックス」シリーズ。その一篇『一億の猫』を天野が監督、ウド鈴木も出演
- ピアノの森（2007年、松竹） - オヤジ 役【ウド】、チンピラ 役【天野】※声優として
- GOEMON（2009年、松竹） - 群衆のひとり 【ウド】
- ROOKIES -卒業-（2009年、東宝） - 掛布光秀 役【天野】
- ボルト（2009年、ウォルト・ディズニー・スタジオ・モーション・ピクチャーズ） - ライノ（ハムスター） 役【天野】※声優として
- 劇場版 NARUTO -ナルト- そよかぜ伝 ナルトと魔神と3つのお願いだってばよ!!（2010年、東宝） - 壷の魔人 役【天野】※声優として
- ルパンの奇巌城（2011年、カエルカフェ） - 佐々部教授 役【ウド】※声優として
- 一遍上人（2012年、カエルカフェ） - 一遍上人 役【ウド】※ウド鈴木、初主演作
- 劇場版 HUNTER×HUNTER -The LAST MISSION-（2013年、東宝） - 修羅 役【天野】※声優として
- 烈車戦隊トッキュウジャーVSキョウリュウジャー THE MOVIE（2015年、東映） - 紅蓮神官サラマズ 役【天野】※声優として
- 騒音(2015年、スールキートス) - 区民課職員・腹田黒也 役 【天野】、S区立大学教授・土屋つちを 役 【ウド】
- TOKYO CITY GIRL－2016－(2016年、スタンドイン) - コンビニ店長 役【天野】
- それいけ!アンパンマン ブルブルの宝探し大冒険! (2017年、東京テアトル) - ブルブルのお父さん 役【天野】、いいかげんに城 役【ウド】※声優として

## 舞台
- キャイ〜ンLIVE
- キャイ〜ントークライブ
- カンコンキンシアター『クドい!』（関根勤主宰）
- 2003年 天野ひろゆきはミュージカル『天使は瞳を閉じて』に出演。
- 2006年 『現代狂言』（東京：2006年8月6日・8月29日・8月30日 / 大阪：2006年7月2日）
- 2009年 『エルダーソルジャーズ』（11月26日 - 12月1日）

## ビデオ・DVD
※2001-2003年のLIVEビデオ/DVDは翌年のLIVE会場で販売されたが、市販はされていない。
- キャイ〜ンライブフルエアロバージョン（1999年LIVE）
- キャイ〜ンライブ甥（2000年LIVE）
- キャイ〜ンLIVE2004 キャイ〜ンがシークレットライブやりました。
- キャイ〜ンLIVE2005 キャイ〜ンがまたシークレットライブやりました。
- キャイ〜ンLIVE2006 キャイ〜ンがまたまたシークレットライブやりました。
- キャイ〜ンLIVE2007 キャイ〜ンが5月1日、2日、3日、4日に紀伊國屋サザンシアターでシークレットライブやりました。
- キャイ〜ンLIVE2008 Sweet10キャイ〜ン 10回目のキャイ〜ンLIVE
- キャイ〜ン20周年記念ライブ「キャイニングイレブン」
- 天使は瞳を閉じて
- タイマン即興コントバトル アドリブキング 1・2
- すずき
- ウドで訊く 〜遠隔操作トークバラエティ〜

## CD
- 普通になりたい（1995年）- 谷口宗一とのユニット「3LDK」として
- SHI〜NE☆（1996年）
- キミはすてきさ!ベイビーメイビー（1996年）- てれび戦士1996 with キャイ〜ンとして、NHK教育テレビ『天才てれびくん』1996年度前期エンディングテーマ
- BANG BANG BANG （1997年）- キャイ〜ン with てれび戦士1997として、NHK教育テレビ『天才てれびくん』1997年度後期エンディングテーマ
- 勝ちに行こうぜ、アマノくん!（1999年）テレビアニメ『Bビーダマン爆外伝V』後期エンディングテーマ及び同作のオフィシャルカードゲームテーマ
- ドキドキドン!1年生、みんなともだち（2000年） - フジテレビ系『ポンキッキーズ』オムニバス盤「P-kies 20th Century New Trax」収録
- 世界の国からこんにちは2005（2005年） - 三波豊和とのデュエット
- 遊びにいこう!(2016年) - DEENとのユニット「KYADEEN」として

## CM
- ユラユラパニック（PINOCCHIO、1998年）
- 競輪CM（競輪、2002年-2006年）
- 自然王国・完熟王（住商フルーツ、2007年）
- ローソン「元気荘シリーズ」（2007年）
- 東武ワールドスクウェア
- オリンピックスポーツ
- ハトのマークの引越センター
- 養老乃瀧

## その他
- デビュー当時は時事ネタなどを行っていたことから「わかりやすい爆笑問題」と名乗っていた。
- 1995年に、ウドは内村光良・千秋とともにユニット「ポケットビスケッツ」を、1997年に、天野は南原清隆・ビビアンスーとともにユニット「ブラックビスケッツ」をそれぞれ結成。1998年には、「ポケビ&ブラビ スペシャルユニット」として『NHK紅白歌合戦』に出場した。代表曲は「Yellow Yellow Happy」・「Red Angel」（ポケットビスケッツ）と「スタミナ」・「タイミング」（ブラックビスケッツ）。現在は両者共に活動休止中となっている。
- 1995年に谷口宗一とユニット「3LDK」を結成し、マキシシングルをリリースしている。
- 「香取慎吾の特上!天声慎吾」での企画として、1999年4月-6月に放映された土曜ドラマ「蘇える金狼」（主演：香取慎吾）に天野とウドの後ろ姿だけの出演を果たした。エンドロールには2人の本名がクレジットされている。
- 1999年頃、『Bビーダマン爆外伝V』のカードゲームのイメージキャラクターを務めており、『別冊コロコロコミック』で読みきり漫画が掲載された（作:ゑびす屋ぼん子）。2人がそれぞれプロデュースした構築済みデッキ『キャイ〜ンバトルセット天野デッキ（お気に入りキャラであるくろボンと悪役キャラ2人を主軸にしたバランスデッキ）』と『キャイ〜ンバトルセットウドデッキ（お気に入りキャラであるきいろボンを主軸にした運要素重視デッキ）』も発売された。